# Арцибашев Борис Михайлович
Бори́с Миха́йлович Арциба́шев (англ. Boris Artzybasheff, 25 травня 1899, Харків, Російська імперія — 16 липня 1965, США) — українсько-американський художник, дизайнер та ілюстратор українського походження. Син письменника Михайла Арцибашева. Найвідоміший за серією ілюстрацій «Машиналія», що зображають індустріальні машини та інструменти як людиноподібних істот.

## Життєпис
Народився в 1899 у Харкові в родині письменника Михайла Петровича Арцибашева і Ганни Василівни Кобушко. Невдовзі, після народження Бориса, батько розлучився з дружиною, проте підтримував зв'язки з сином. Борис навчався в Петербурзі в студії княгині Тенишової, де опанував основи малювання. Вступив до Київського університету на юриспруденцію, проте перервав навчання через революційні події 1917 року. Михайло радив сину виїхати за кордон і змінити прізвище, щоби батькова репутація не переслідувала Бориса. В 1918 Борис служив у армії Павла Скоропадського, після її поразки прагнув приєднатися до білогвардійців на півдні України. Потрапив у полон до червоноармійців, але зумів утекти, а в 1919 приїхав до Нью-Йорка.
По прибуттю в США, Борис навіть не знав англійської мови та не мав майже ніяких статків (вони дорівнювали 14-и центам). Він приєднався до іммігрантів з Російської імперії, заробляв на життя, нарізаючи етикетки, виконуючи дизайн пляшок. Також він розмалював інтер'єр російського іммігрантського ресторану «The Russian Inn», де його роботи помітив художник і мистецький критик Гі де Буа. Пізніше створював декорації для балету Михайла Фокіна. В 1922 виконав ілюстрації до англомовного перекладу збірки казок Дмитра Маміна-Сибіряка.
У 1926 Борис Арцибашев отримав громадянство США. В 1928 виконав ілюстрації до книги «Блискуча шия, історія голуба» Дхана Гопала Мукерджі, котра отримала медаль Ньюберрі. В 1930 одружився з Елізабет Снайдер. Слава прийшла до художника в 1930-і, особливо коли в 1934 він влаштувався на роботу в журнал «Time», де малював рекламні матеріали.
Під час Другої світової війни був радником з психологічної боротьби Держдепартаменту США. В 1940-і зайнявся ілюструванням американських журналів, окрім «Time», також «Life» і «Fortune».
За роки своєї роботи Арцибашев створив ілюстрації більш ніж до 50 книг, безліч рекламних матеріалів та обкладинок до журналів. Помер 16 липня 1965 року в м. Лайм, штат Коннектикут. Арцибашев не мав дітей чи послідовників, тому збереженням його творчого спадку ніхто не займався систематично. Частина робіт художника зберігається в Сиракузькому університеті.

## Творчість
Арцибашева характеризували як «хамелеона», що пристосовується малювати в різних стилях і жанрах. Художник виконував рекламні зображення, ілюстрації до наукових і художніх книг, карикатури. Зокрема, створював рекламу для Xerox, Shell Oil, Pan Am, Casco Power Tools, Alcoa Steamship lines, Parke Davis, Avco Manufacturing, Scotch Tape, Wickwire Spencer Steele, Vultee Aircraft, World Airways, Parker Pens.
Спочатку Арцибашев працював у манері монохромних плоских гравюр, у тому числі для ілюстрацій до російських казок, що виходили в США. Та потім перейшов на об'ємні кольорові роботи. Для різних журналів з 1934 по 1965 він виконав понад 200 ілюстрацій на обкладинки. Також виконував малюнки для обкладинок фантастичних книг і внутрішні ілюстрації. Наприклад, до «Черв Уроборос» Еріка Рюкера Еддісона, «Цирку доктора Лао» Чарльза Фінні, а також ілюстрації до байок Езопа.
За спогадами Арцибашева, на його творчість найбільше вплинули картини Босха, Пітер Брейгеля Старшого і старовинні ікони, бачені в дитинстві. Художник був пацифістом і на багатьох своїх роботах висміював воєнщину. На таких ілюстраціях проявилась його манера до зображення механізмів як гротескних людиноподібних істот.
Відомий портретами політиків та інших діячів свого часу: Йосипа Сталіна, Михайла Жукова, Микити Хрущова, Адольфа Гітлера, Ліндона Джонсона, Річарда Бакмінстера Фуллера, Лі Гарві Освальда та Хо Ші Міна, Карла Юнга, Жака-Іва Кусто та ін. Та найбільшу славу йому принесли ілюстрації до книги «Як я бачу» (1954) з карикатурами на тему психоаналізу й політики, та серія ілюстрацій «Машиналія» з людиноподібними верстатами та інструментами.

## Вибрані ілюстрації

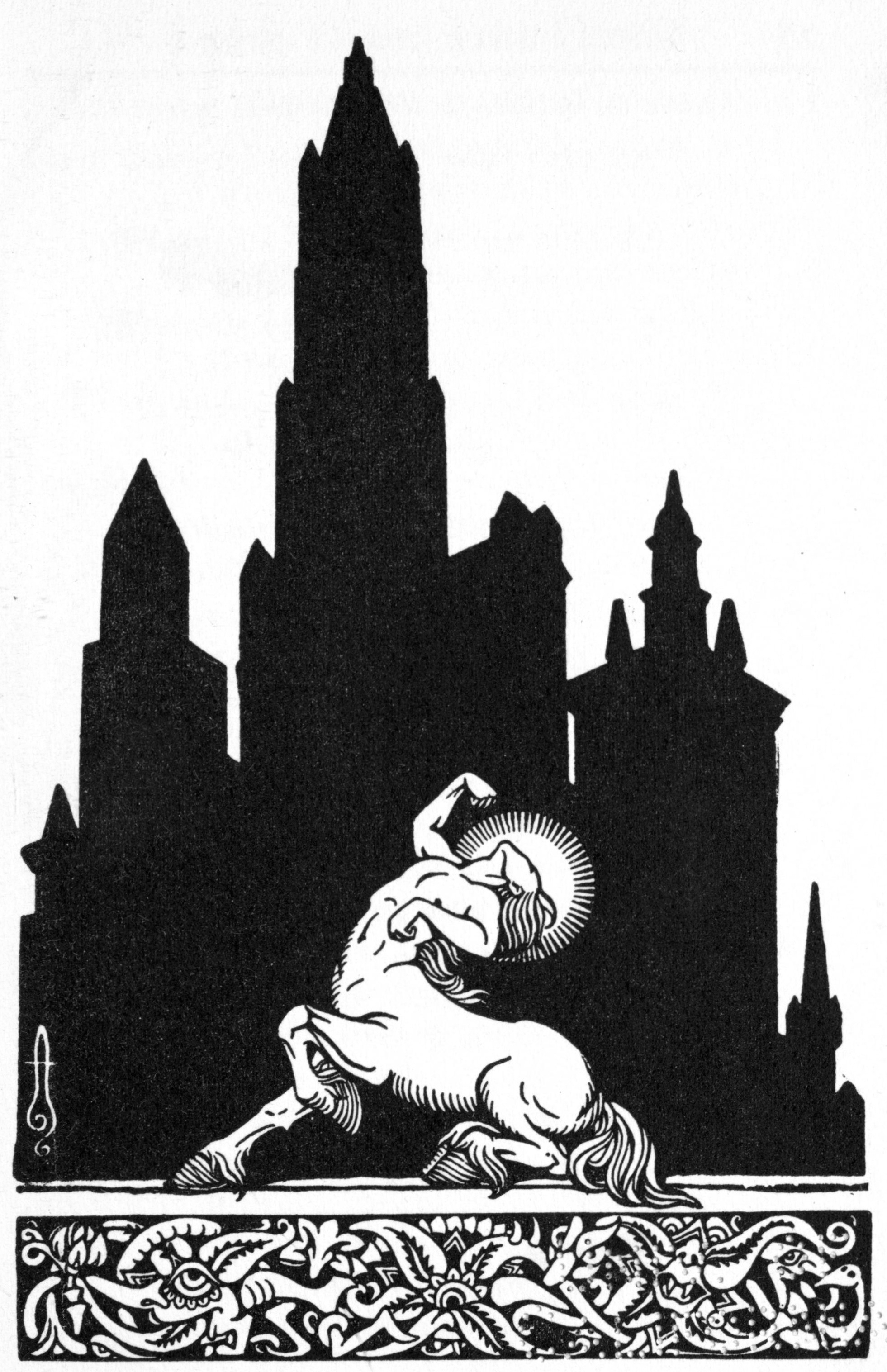
Останній кентавр, 1922
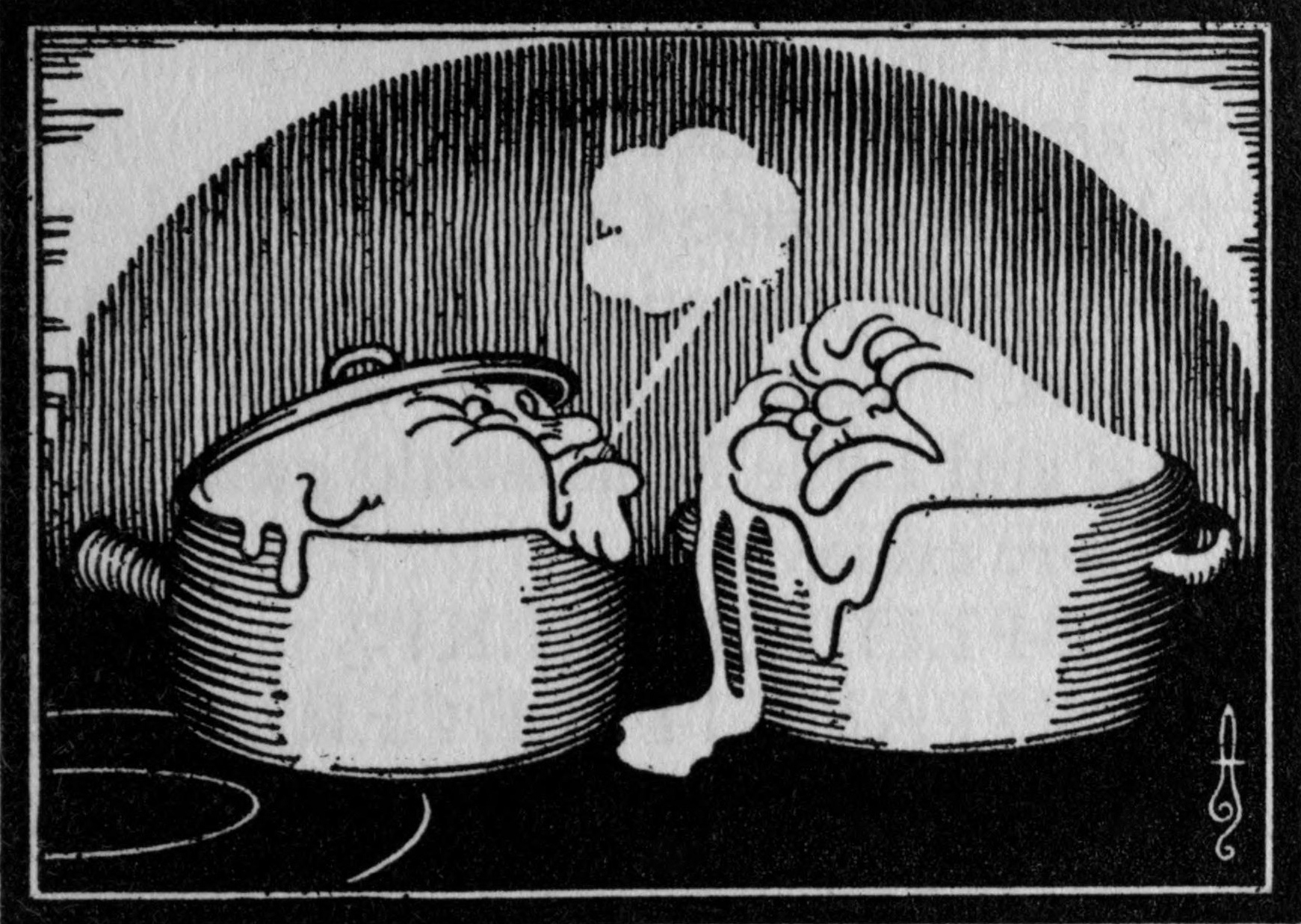
Ілюстрація до «Віроччиних казок» Маміна-Сибіряка, 1922
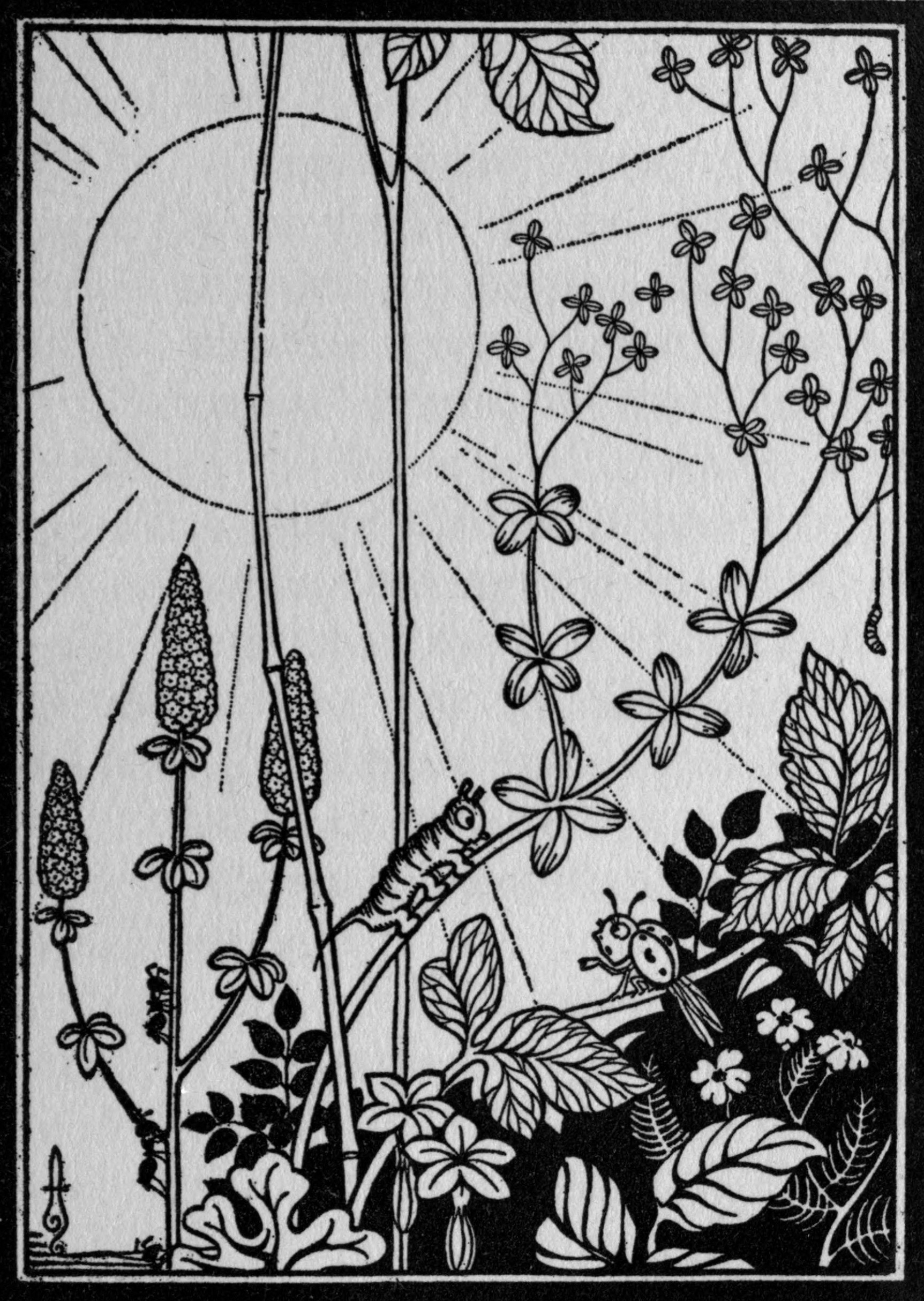
Ілюстрація до «Віроччиних казок» Маміна-Сибіряка, 1922
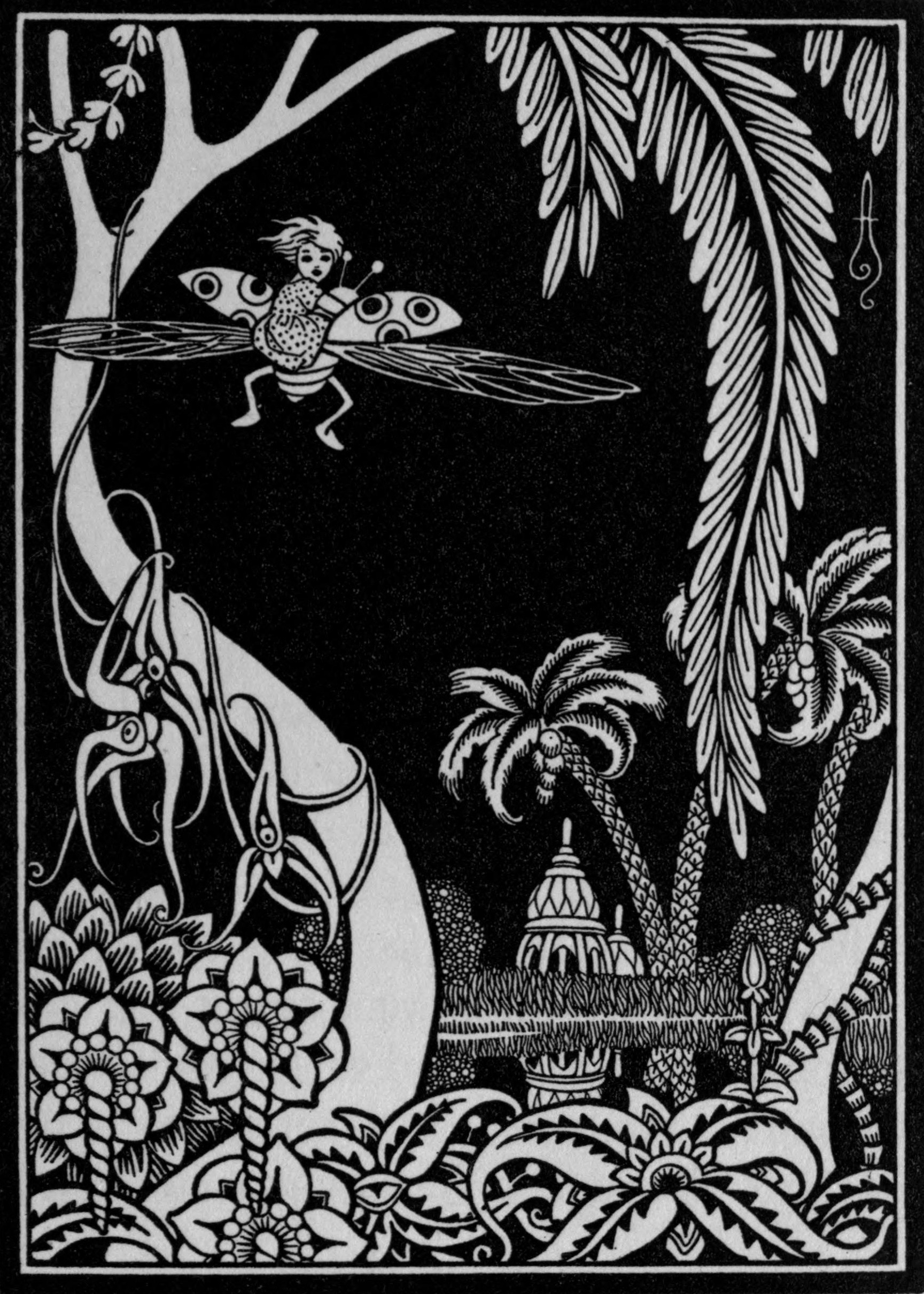
Ілюстрація до «Віроччиних казок» Маміна-Сибіряка, 1922
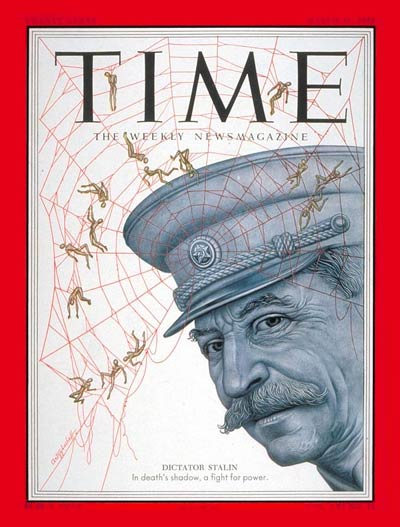
Сталін, обкладинка «Time», 1953
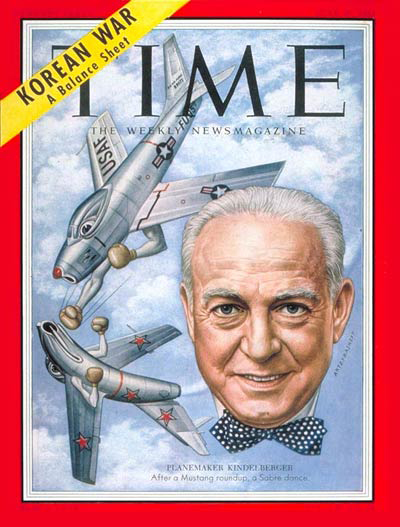
Джеймс Кіндельбергер, обкладинка «Time», 1953
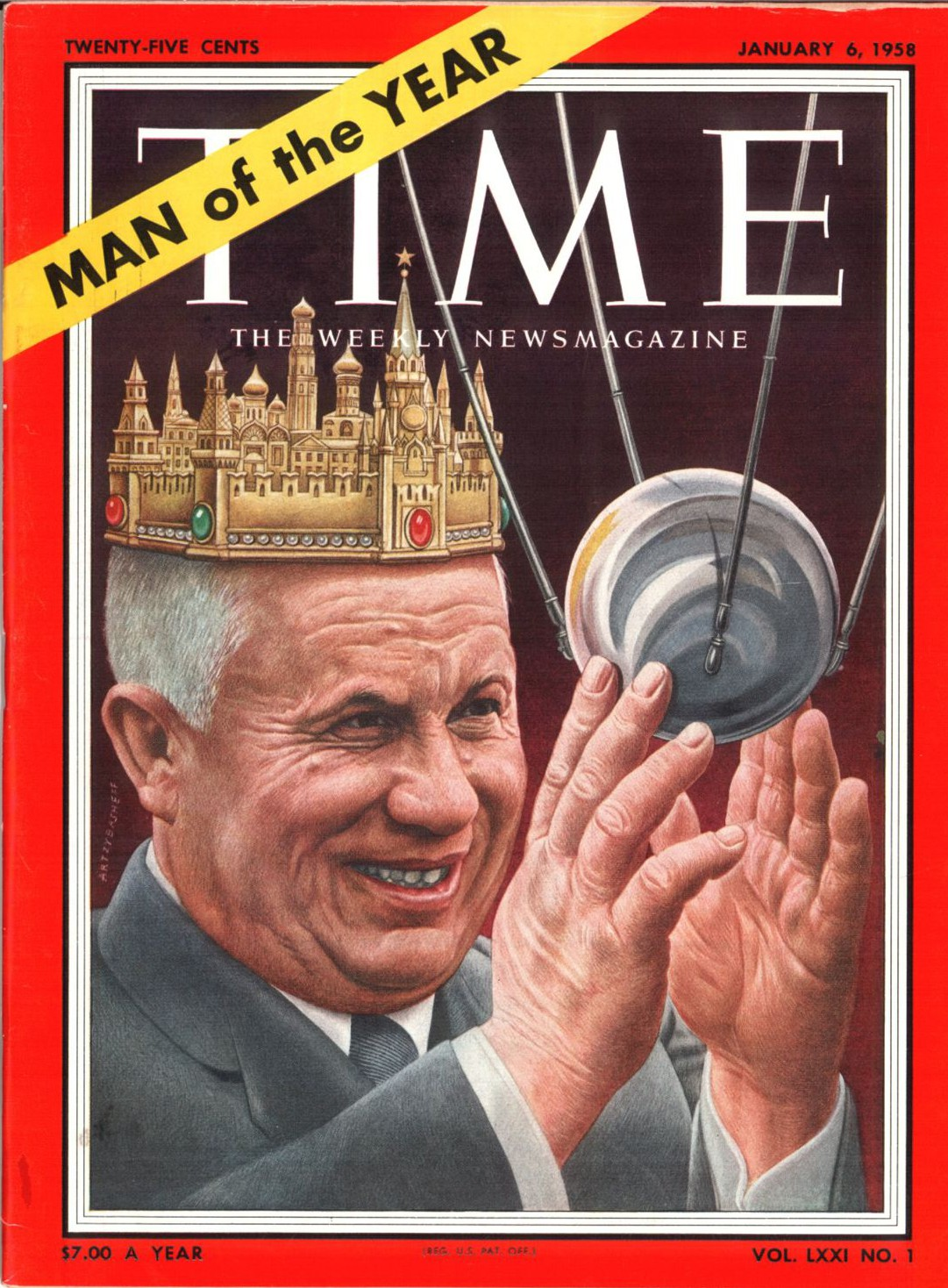
Микита Хрущов, обкладинка «Time», 1958